# Николай Власов
Николай Алексеевич Власов (на руски: Николай Алексеевич Власов) е руски офицер, генерал-майор. Участник в Руско-турската война (1877 – 1878).

## Биография
Николай Власов е роден на 6 октомври 1825 г. в станица 2-ра Новочеркаска, Област на Донската войска, в семейството на потомствен казашки дворянин. Ориентира се към военното поприще според казашката традиция. Започва военна служба в Донския учебен полк (1842). Произведен в първо офицерско звание хорунжий с назначение в 4-та Донска батарея. (1843).
Участва в Унгарския поход (1848 – 1849). Назначен е за командир на 4-та Донска батарея (1863). Повишен е във военно звание полковник с назначение за командир на 8-а Донска батарея (1876).
Участва в Руско-турската война (1877 – 1878). За отличие във втората атака на Плевен и рекогносцировката на Ловеч на 26 – 27 юли 1877 г.
е награден с орден „Свети Владимир“ IV степен с мечове и бант. Проявява се при превземането на Ловеч на 22 август 1877 г. и е награден със златно оръжие „За храброст“. Продължава бойния си път при третата атака на Плевен, битката при Горни Дъбник, превземането на Телиш, зимното преминаване на Стара планина в състава на отряда с командир генерал-лейтенант Йосиф Гурко и превземането на Пазарджик. Награден е с орден „Свети Владимир“ III степен с мечове и бант.
Повишен е за отличие във военно звание генерал-майор от 1884 г. Излиза в оставка през 1888 г.
Умира през 1903 г.